# Imad Chhadeh
Imad Chhadeh, född 12 oktober 1979, är en svensk-syrisk fotbollsspelare (mittfältare) som är free agent.